# Michel-Charles Le Cène
Michel-Charles Le Cène, talvolta italianizzato in Michele Carlo Le Cene (Honfleur, 1684 circa – Amsterdam, 29 aprile 1743), è stato un editore e tipografo francese, attivo principalmente nei Paesi Bassi.

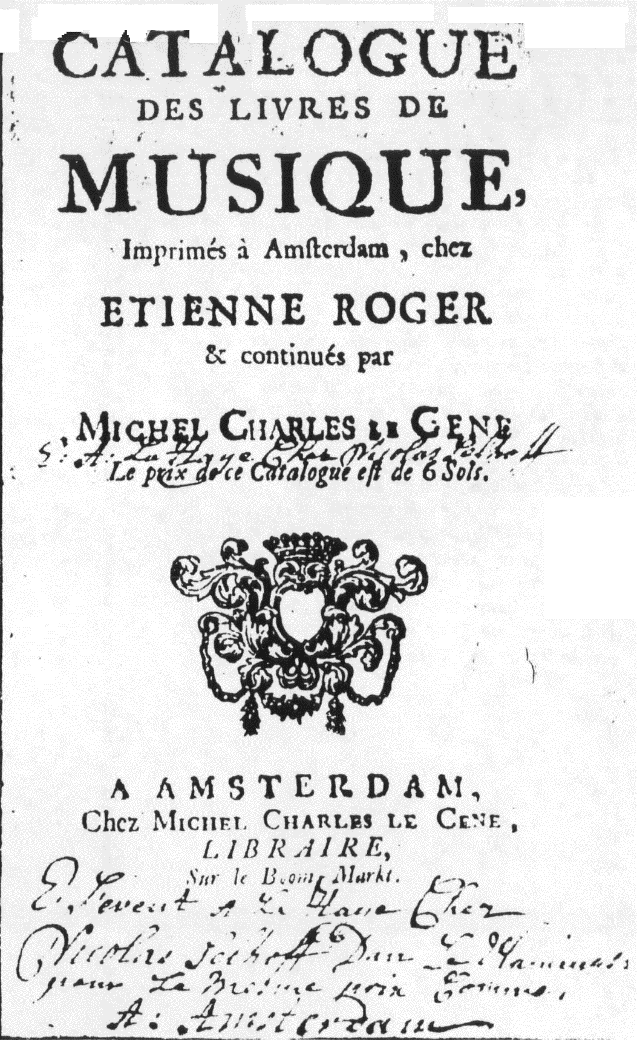
Catalogo pubblicato nel 1725 da Le Cène.

Discendeva da una famiglia di ugonotti, che dovettero lasciare la Normandia nel 1685, dopo la revoca dell'editto di Nantes nel 1685 da parte di Luigi XIV. Si rifugiarono quindi ad Amsterdam, dove Michel-Charles nel 1716 sposò Françoise Roger (1694-1723), la figlia del famoso editore Estienne Roger (1665/66-1722), ed entrò al lavoro nella stamperia del suocero. Nel 1720 fondò una sua stamperia con editoria. Quando Roger e ambedue le sue succeditrici (la sua giovane figlia Jeanne e il suo impiegato Gernit Drinkman) nel 1722-3 morirono a distanza di un mese, Le Cène comprò la ditta di Roger e portò avanti quell'attività editoriale di composizione musicali che tanto celebre aveva reso Estienne: negli anni seguenti produsse numerose ristampe libri e partiture sotto il nome di "Estienne Roger & Le Cène" e le edizioni inedite invece furono stampate solo sotto il suo nome.
Come era stato con Roger, il fulcro del lavoro di Le Cène era la stampa di spartiti. In vent'anni stampò quasi 100 nuove pubblicazioni, principalmente raccolte di Geminiani, Händel e Locatelli (con i quali aveva stretto amicizia), Quantz, Tartini, Vivaldi e Telemann. La meticolosità editoriale e la buona organizzazione di Le Cène (come era già stato con Roger) furono apprezzate in tutta Europa. Per la diffusione dei suoi prodotti poteva contare su varie sedi di rappresentanza dislocate in Inghilterra, Germania, Belgio e Francia.
Dopo la morte di Le Cène avvenuta nel 1743 la ditta fu acquisita dal libraio E.-J. de la Coste, il quale, contrariamente a Roger e a Le Cène, non si occupò della pubblicazione di nuove stampe. Nel 1746 cedette la stamperia ad Antoine Chareau, il quale era stato per un certo periodo impiegato sotto le dipendenze di Le Cène. Due anni dopo, nel 1748, l'azienda venne definitivamente chiusa.